# Спринклерный ороситель
Спри́нклерный ороситель, спринклер (англ. sprinkler — ороситель, разбрызгиватель) — автоматическая оросительная головка системы пожаротушения, установленная на сети водопроводных труб в которых постоянно находится вода или воздух под давлением. Спринклер создает капельную струю воды:229 или создает воздушно-механическую пену из водного раствора пенообразователя.:246
Исторически (например, в 1930е годы) спринклерами называли как спринклерные, так и дренчерные оросители. Для дренчерных использовали термин открытый спринклер. В законодательстве ЕАЭС установлен термин оросители водяные и пенные спринклерные и дренчерные.

## Конструкция
В спринклере запорный орган и датчик, воспринимающий импульс от пожара (как правило, тепловой) расположен в самом оросителе. Это отличает его дренчерного оросителя, в котором элементы расположены отдельно в установке пожаротушения.:230 Истечение воды или воздуха из спринклера приводит к падению давления в трубопроводе установки пожаротушения и запускает алгоритм работы установки.:136 Существуют также спринклеры с принудительным пуском: срабатывание запорного органа происходит как от тепла, так и при подаче электрического сигнала (например, с использованием пиротехнического привода). Оросители могут применяться для тушения пламени, локализации пожара, создания водяных завес (защита от теплового излучения), прекращения горения путем разбавления горючих жидкостей (например, спирта).:230 Диспергирование оросителем воды при размерах капли более 150 мкм называется разбрызгиванием, менее — распылением.
Отверстие спринклера закрыто тепловым замком с термочувствительным элементом (термоколбой или плавким), рассчитанными на температуру 57, 68, 72, 74, 79, 93, 101, 138, 141, 182, 204, 260 и даже 343°С. При достижении в помещении температуры определённой величины, замок спринклера распаивается или лопается колба, и вода начинает орошать защищаемую зону. Недостатком такой системы является сравнительно большая инерционность — головки вскрываются примерно через 2-3 минуты после повышения температуры. Время срабатывания оросителя не должно превышать 300 секунд для низкотемпературных спринклеров (57 и 68°С) и 600 секунд для самых высокотемпературных спринклеров.

### Водяные
В зависимости от конструкции и напора воды перед оросителем могут быть созданы капельные, распыленные или туманообразные струи, водяные завесы.:230
Оросители разделяются на виды:
- ударного действия;
- центробежные;
- щелевые;
- сочетающие несколько способов.[2]:230

## История применения
В 1806 году автоматическая установка пожаротушения была запатентована англичанином Джоном Кэри. Он предложил проложить в защищаемом помещении сеть трубопроводов от водонапорного бака, а на сети установить оросители с мелкими отверстиями. В защищаемом помещении протягивался горючий шнур, при перегорании которого открывались замки, удерживающие клапан, клапан освобождался и вода поступала к оросителям.
В 1812 году в Королевском театре Друри-Лейн Великобритании была установлена система пожаротушения, запатентованная (патент № 3606) в этом же году Уильямом Конгревом. Устройство состояло из цилиндрического герметичного резервуара ёмкостью около 95 тыс.литров и системы 10-дюймового (250 мм) распределительного водопровода, охватывающего все части театра. Серии труб меньшего диаметра отходили от распределительных труб и были пронизаны рядом ½-дюймовых (13 мм) отверстий, через которые и выливалась вода в случае пожара. Но система не была автоматической.
Первые спринклерные установки начали появляться в конце XIX века после того, как англичанин Стюарт Гаррисон в 1864 году разработал спринклер — ороситель. Дальнейшее развитие спринклерных установок связано с именами американцев Генри Пармели и Фредерика Гриннеля. К 1882 году в США на 200 предприятиях было установлено около 200 тыс. спринклерных оросителей конструкции Пармели. В том же году в Англии была смонтирована первая такая установка. В 1902 году Гринел запатентовал конструкцию водосигнального клапана.
Спринклеры английской системы Гриннель применяются с 1882 года.
В России спринклерные системы пожаротушения появились в девяностых годах XIX века. Благоприятные результаты защиты спринклерными установками заставили обратить серьёзное внимание на этот вид борьбы с огнём. В дореволюционное время акционерные страховые общества признавали влияние спринклерных установок пожаротушения на фабриках и заводах на уменьшение пожарных убытков и не только делали охотно большие скидки со страховых премий при защите спринклерными установками пожаротушения, но и широко финансировали фабрикантов в деле устройства спринклерных сооружений на фабриках и заводах. К началу революции в России насчитывалось около 400 фабрик и заводов, находившихся под защитой установок пожаротушения. После революции производство было налажено на заводе «Русский спринклер».
Спринклеры представляли более или менее точное, в смысле размеров отдельных частей, общей конструкции и материалов, воспроизведение спринклеров системы «Гриннель», типа «Матер и Плат», модели 1913—1914 года, отличаясь от последних спринклеров лишь следующими деталями:
- в спринклерах этого типа применяется свинцовая прокладка на варёном масле (олифе);
- разбрызгивающая розетка имеет несколько менее острый наклон зубцов к своей плоскости и немного более по диаметру;
- стеклянный клапан шлифованный, с фаской;
- спринклеры имеют более высокую посадку розетки[13].

В 1925 году завод «Русский спринклер» изготавливал 300 штук спринклеров в день. За период 1923—1924 годов было изготовлено более 300 тысяч спринклеров. К производству спринклеров также приступило промышленное товарищество «Стерн».
В течение некоторого времени некоторые из производителей спринклеров для удешевления конструкции использовали в качестве уплотнительного материала резиновые прокладки. При этом не было учтено, что с течением времени эластичные свойства резины ухудшаются, и может произойти потеря герметичности. Но самое страшное, что может произойти прилипание резины к уплотняемым поверхностям. Поэтому при пожаре, после разрушения термочувствительного элемента, крышка оросителя остаётся намертво приклеенной к корпусу и вода из оросителя не поступает. Такие случаи были зафиксированы при пожаре на многих объектах в США. После этого производителями была проведена широкомасштабная акция по отзыву и замене всех спринклеров с резиновыми уплотняющими кольцами. В Российской Федерации применение оросителей с резиновым уплотнением запрещено.
Согласно статистическим данным в случае срабатывании спринклерной установки пожаротушения при пожаре, в 10…40 % случаев пожар был потушен одним спринклерным оросителем, в 80 % случаев пожар тушится при срабатывании не более 10 спринклерных оросителей. Исходя из этого, принимая во внимание площадь, защищаемую одним оросителем (12 м²), определяется площадь, для орошения которой необходим максимальный расход воды спринклерной установки. Для первой группы помещений площадь составляет 120 м².